# Fosfid inditý
Fosfid inditý, také fosfid india, chemickým vzorcem InP, je polovodivá binární sloučenina india a fosforu. Krystalickou strukturu tvoří plošně centrovaná kubická mřížka, shodná s mřížkou arsenidu gallitého a většiny polovodičů tvořených prvky III.–V. skupiny. Vyznačuje se jednou z nejdelších životností optických fononů v rámci sloučenin téhož typu krystalické struktury.
Fosfid inditý lze připravit reakcí bílého fosforu s jodidem inditým při teplotě 400 °C, rovněž tak sloučením obou elementárních prvků za vysoké teploty a tlaku, či termolýzou směsi tvořené sloučeninami trialkylů india a fosfanu. Výroba monokrystalů do polovodivých integrovaných obvodů probíhá Czochralského metodou.
Využití sloučenina nachází při výrobě polovodičových injekčních laserů, experimentálních fotovoltaických článků a polovodivých součástek v elektronice. Primárním uplatněním je podíl na zhotovování optoelektronických zařízení, například světelných diod, či výroba polovodičových přechodů v bipolárních tranzistorech. V tenkých filmech a monokrystalických destičkách polovodičů je klíčovou vlastností vysoká čistota velmi ušlechtilého india (99,9999 % či vyšší). Fosfid inditý plní funkci činidla pro arsenidy galia a germania.
Nařízením komise Evropské unie z března 2014 byl fosfid inditý klasifikován jako karcinogenní látka kategorie 1B. Mezinárodní agentura pro výzkum rakoviny změnila zařazení ze skupiny 2B do 2A, definované jako „pravděpodobně karcinogenní pro člověka“, v důsledku testování sloučeniny s výsledkem výjimečně vysoké incidence plicních maligních novotvarů u krys a myší, nárůstu incidence feochromocytomu u krys a hepatocelulárního karcinomu a adenomu u myší. Karcinogenita u člověka nebyla známá. Analýza chromozomových mutací u hepatocelulárního adenomu a karcinomu myši indukovaných fosfidem inditým odhalila mutaci genů pro syntézu proteinů H-ras a alfa-kateninu, jež se shodovala s nálezy u hepatocelulárních novotvarů člověka. To vedlo k domněnce možné podobnosti karcinogeneze u obou druhů.